# Nouvel Espoir
Pour l’article homonyme, voir Nouvel espoir (parti polonais).
Nouvel Espoir (hébreu : תקווה חדשה), officiellement Nouvel Espoir - La Droite Unie (hébreu : תקווה חדשה הימין הממלכתי, Tikva Hadasha HaYamin HaMamlakhti), est un parti politique israélien.
Son programme est axé sur la colonisation des territoires palestiniens et la réforme du système judiciaire.

## Histoire
Le parti a été formé par l'ancien député du Likoud et ancien ministre Gideon Sa'ar le 8 décembre 2020. Saar ayant ensuite présenté sa démission de la Knesset le 9 décembre. Le même jour, les députés Derekh Eretz, Yoaz Hendel et Zvi Hauser, ont annoncé qu'ils rejoindraient Nouvel Espoir. Les députés du Likoud Yifat Shasha-Biton, Michal Shir, Sharren Haskel et Ze'ev Elkin ont par la suite également rejoint le parti. Meir Yitzhak Halevi rejoint le parti le 28 décembre. Benny Begin et Dani Dayan le rejoignent le 21 janvier 2021,, tandis que le député Hila Vazan le rejoint le 31 janvier.
Le parti entend se situer sur la droite du Likoud, son dirigeant, Gideon Sa'ar militant pour l’annexion des colonies israéliennes dans les territoires palestiniens occupés et appelant à restreindre le pouvoir de la Cour suprême dans ses décisions sur les questions constitutionnelles.
Le parti signe une alliance électorale avec Yamina le 4 janvier 2021.
Le 10 juillet 2022, Gideon Sa'ar annoncent la création d'une nouvelle coalition, « Bleu et blanc - le Nouvel Espoir » avec Bleu et blanc..
Selon l'accord, les partis travailleront ensemble après les élections de 2022 et recommanderont Benny Gantz pour le poste de Premier ministre. 
En 2025, Nouvel Espoir fusionne avec le Likoud. Le Likoud promet d'absorber la dette de Nouvel Espoir (environ 400 000 $). La dissolution du parti est prévue pour 2026.

## Politiques

### Colonisation de la Palestine
Nouvel Espoir s'oppose à l’existence d'un État palestinien et encourage la colonisation israélienne dans les territoires occupés. Il fait adopter par le Parlement israélien en 2024 une résolution condamnant la solution à deux États.

### Politique financière
Le parti prône le soutien à la « libre entreprise de marché avec une juste promesse d’opportunités pour tous ».

### Réforme gouvernementale
Nouvel Espoir soutient la limitation des mandats, avec une proposition de limiter le mandat d'un Premier ministre à huit ans. En outre, leur plate-forme comprend une proposition pour élire la Knesset via une représentation mixte.

## Présidents du parti
| Président | Président | Président   | Durée | Durée |
| --------- | --------- | ----------- | ----- | ----- |
|           |           | Gideon Saar | 2020  | -     |

## Résultats électoraux
| Année | Chef de file | Voix                                  | %                                     | Rang                                  | Sièges  | Gouvernement                                                         |
| ----- | ------------ | ------------------------------------- | ------------------------------------- | ------------------------------------- | ------- | -------------------------------------------------------------------- |
| 2021  | Gideon Sa'ar | 209 161                               | 4,74                                  | 11e                                   | 6 / 120 | Bennett-Lapid                                                        |
| 2022  | Gideon Sa'ar | Au sein du Parti de l’unité nationale | Au sein du Parti de l’unité nationale | Au sein du Parti de l’unité nationale | 4 / 120 | Opposition (2022-2023, 2024), Netanyahou VI (2023-2024, depuis 2024) |